# LEGO: Филмът 2
„LEGO: Филмът 2“ (на английски: Lego Movie 2: The Second Part) е компютърна анимация от 2019 г., продуциран от Уорнър Анимейшън Груп и разпространен от Уорнър Брос Пикчърс. Режисиран е от Майк Мичъл, това е продължение на „LEGO: Филмът“ през 2014 г., четвъртият филм във франчайза след изданията на „Лего Батман: Филмът“ и „Лего Нинджаго: Филмът“. Във филма участват Крис Прат, Елизабет Банкс, Уил Арнет, Чарли Дей, Алисън Бри, Ник Офърман и Уил Феръл, които пресъздават ролите си от предишния филм, докато сред новите членове на актьорския състав са Стефани Беатрис, Тифани Хадиш и Мая Рудолф. Във филма Емет Бриковски се опитва да спаси приятелите си от системата Systar, докато се справя с настъпващ катаклизъм, известен като „Армагедон“.
Плановете за продължение продължават през 2014 г. и е обявено, че ще бъдат разработени на 3 февруари 2014 г. Обявено е няколко месеца по-късно, че филмът е режисиран от Крис Маккей, докато Фил Лорд и Кристофър Милър остават като сценаристи и продуценти. Оттогава филмът претърпя много промени, като пренаписвания, режисьори и дати на излизане.
„LEGO: Филмът 2“ излезе в САЩ и Великобритания на 8 февруари 2019 г. в 3D, RealD 3D, Dolby Cinema, IMAX, IMAX 3D и 4DX формати. Той получи като цяло положителни отзиви от критици, които похвалиха неговия хумор, анимация, саундтрак и гласова актьорска игра, въпреки че някои казаха, че не е толкова „свеж“ като първия филм. С бруто от над 192 милиона долара в световен мащаб при бюджет от 99 милиона долара, филмът е второто разочарование на франчайза след „Лего Нинджаго: Филмът“. В резултат на това Уорнър Брос продаде филмовите права на франчайза The Lego Movie на Юнивърсъл Пикчърс, което по-късно беше определено за 5-годишна сделка.

## Актьорски състав
| Актьор          | Роля                                    |
| --------------- | --------------------------------------- |
| Крис Прат       | Емет Бриковски Рекс Дейнвърджест        |
| Елизабет Банкс  | Луси/Уайлдстайл                         |
| Уил Арнет       | Батман                                  |
| Тифани Хадиш    | Кралица КакватоИскаДае                  |
| Стефани Беатрис | Генерал Разруха                         |
| Чарли Дей       | Бени                                    |
| Алисън Бри      | Принцеса Уинкити                        |
| Ник Оферман     | Металната брада                         |
| Джейсън Санд    | Фин                                     |
| Бруклин Принз   | Бианка                                  |
| Мая Рудолф      | Майка                                   |
| Уил Феръл       | Президент Бизнес/Човекът от горния етаж |
| Ричард Айоади   | Сладоледена фунийка                     |
| Чанинг Тейтъм   | Супермен                                |
| Джона Хил       | Зеления фенер                           |
| Коби Смолдърс   | Жената-чудо                             |
| Джейсън Момоа   | Аквамен                                 |
| Марго Рубин     | Харли Куин                              |
| Айк Баринхолц   | Лекс Лутор                              |
| Ралф Файнс      | Алфред Пениуърт                         |
| Уил Форте       | Ейбрахам Линкълн                        |
| Брус Уилис      | Себе си                                 |
| Бен Шварц       | Барнабар                                |
| Джими О. Йанг   | Зебе                                    |
| Ноел Фийлдинг   | Балтазар                                |
| Джорма Таконе   | Лари Попинз                             |
| Гари Пейтън     | Себе си                                 |
| Шерил Супъс     | Себе си                                 |
| Триша Гъм       | Велма Динкли                            |
| Тод Хансен      | Гандалф                                 |
| Емили Нордуинд  | Клеопатра                               |
| Крис Маккей     | Лари                                    |